# Beibeilong sinensis
Beibeilong sinensis (“bebé dragón de China”) es la única especie conocida del género fósil Beibeilong de dinosaurio oviraptorosauriano cenagnátido que vivió a finales del periodo Cretácico, desde el Cenomaniense hasta el Turoniense, en lo que hoy es Asia. Los embriones y huevos de los cenagnátidos y de los oviraptóridos comparten similitudes, aunque los huevos de Beibeilong son significativamente más grandes que de los oviraptóridos e indican un tamaño de cuerpo adulto comparable a un cenagnátido gigantesco.

## Descripción

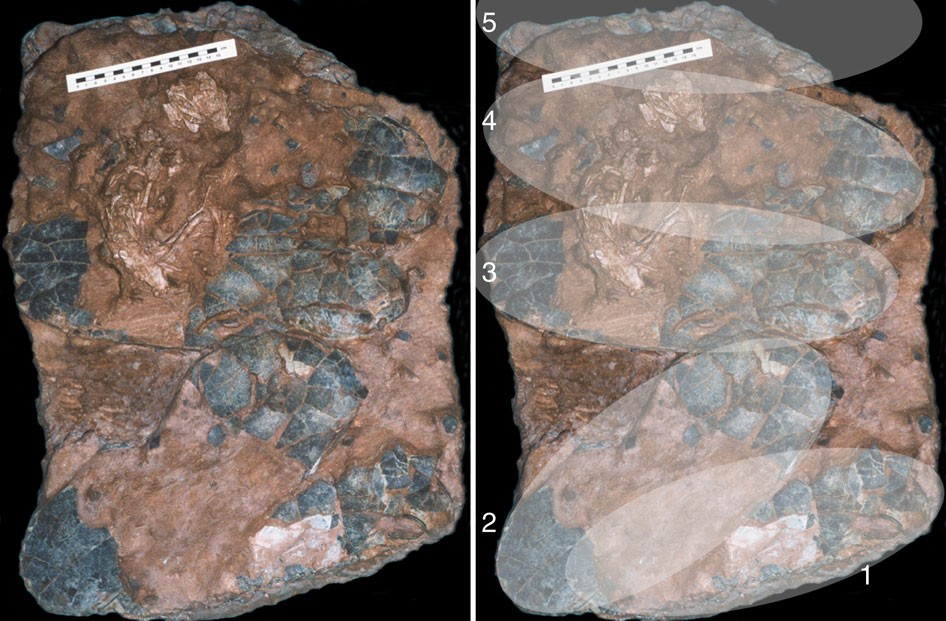
Fotografía de huevos y del esqueleto de Beibeilong sinensis (HGM 41HIII1219).

El tamaño, la postura y otras características del esqueleto indican que el animal era inmaduro, probablemente embrionario, en el momento de su muerte, aunque no se conserva dentro de los confines del huevo. El mentón de Beibeilong está vuelto hacia el pecho en una postura que recuerda a los embriones de dinosaurios, cocodrilos y aves. El esqueleto tiene sólo 23 centímetros de largo, medido desde la parte superior del cráneo hasta la base de la cola y encajaría fácilmente en un huevo de más de 40 cm de longitud, probablemente ocupando no más de dos tercios del volumen del huevo. Dado que el esqueleto no se conserva dentro de un huevo y que su orientación es inconsistente con la de los huevos, es probable que el embrión haya sido sacado con fuerza o retirado de uno de los huevos subyacentes a su posición actual. Las generalizaciones relevantes para el crecimiento en grandes cenagnátidos, se pueden hacer comparando el embrión de Beibeilong con el espécimen adulto de Gigantoraptor. Las semejanzas en varias proporciones del dentario entre Beibeilong y Gigantoraptor sugieren que la forma total de la mandíbula permaneció relativamente consistente en los grandes cenagnátidos durante su crecimiento. La relación entre la longitud de la mandíbula y el fémur es alta de aproximadamente 0,87 en Beibeilong pero baja en Gigantoraptor de alrededdor de 0,45, lo que refleja una considerable diferencia en el tamaño relativo del cráneo entre los dos géneros. Sin embargo, una gran diferencia en tales relaciones entre individuos de etapas ontogenéticas, drásticamente diferentes dentro de una especie tampoco es inesperada a través de la ontogenia.

## Descubrimiento e investigación
A finales de los años ochenta y a principios de los noventa, miles de huevos fueron excavados y recogidos por unos agricultores locales de las rocas cretácicas de Henan (China). De los numerosos ejemplares exportados en China, uno de los más significativos resultó ser un esqueleto pequeño asociado con un embrión parcial del mayor tipo conocido de huevo de dinosaurio (clasificado en el oogénero Macroelongatoolithus). El espécimen no preparado fue importado a los Estados Unidos a mediados de 1993 por The Stone Company, y luego fue presentado para un artículo de portada para National Geographic Magazine. El esqueleto se conoció popularmente como “Bebé Louie” en reconocimiento a Louie Psihoyos, el fotógrafo del artículo.

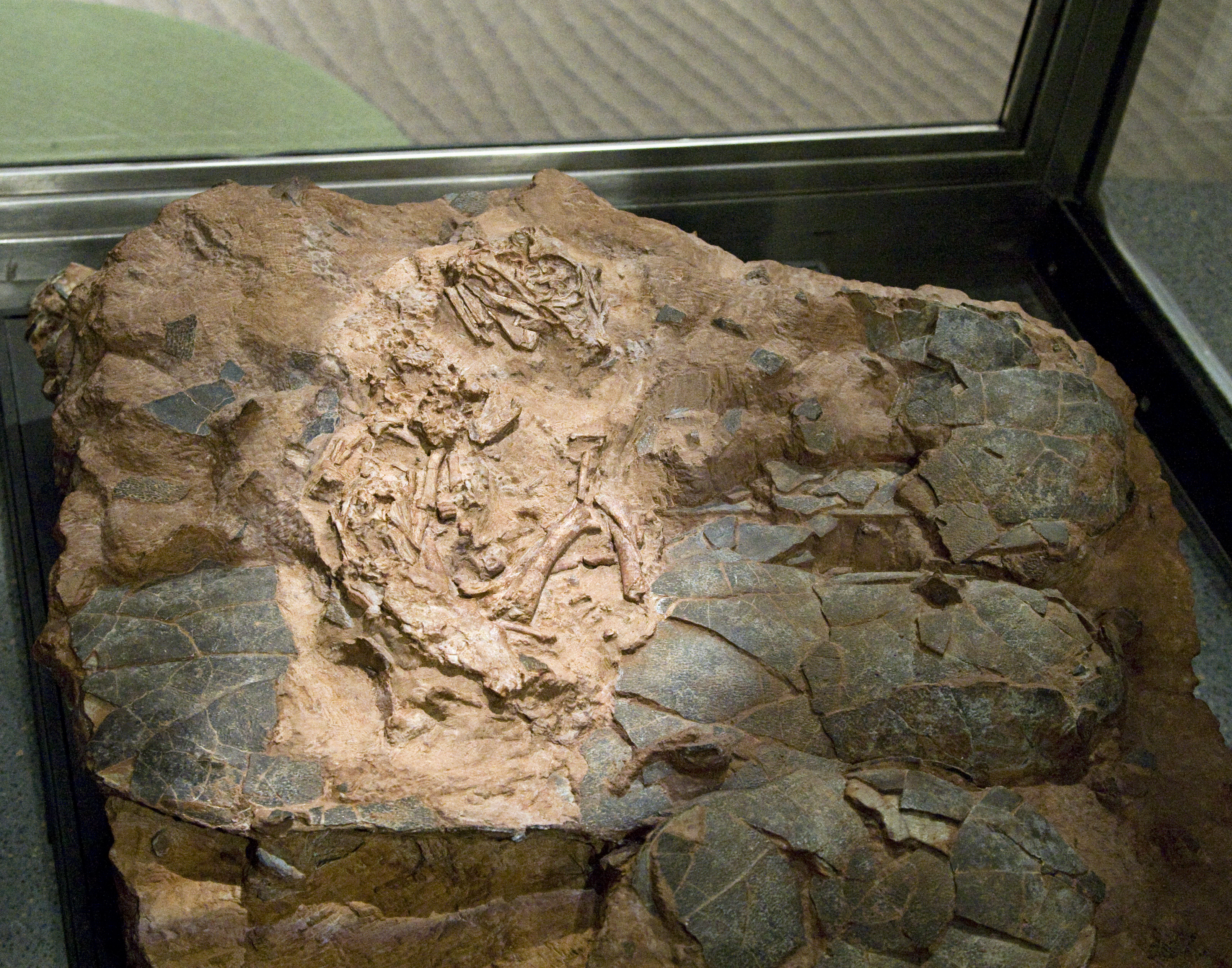
Fotografía del esqueleto de Beibeilong llamado “Bebé Louie” en el Museo de los Niños de Indianápolis.

En 2001, "Bebé Louie" fue adquirido a The Stone Company por el Museo de los Niños de Indianápolis, donde fue puesto en exhibición pública por 12 años. La intención del museo fue repatriar el espécimen a China, pero un acuerdo para su regreso no se finalizó hasta 2013. En diciembre]+ de 2013, veinte años después de que el espécimen fuera recogido, "Bebé Louie" encontró su hogar final en su provincia de origen en el Museo Geológico de Henan.

### Etimología
Se deriva del idioma pinyin chino, beibei es bebé y long significa "dragón". El nombre de la especie, sinensis, se deriva del latín que se refiere a su descubrimiento en China.

## Clasificación

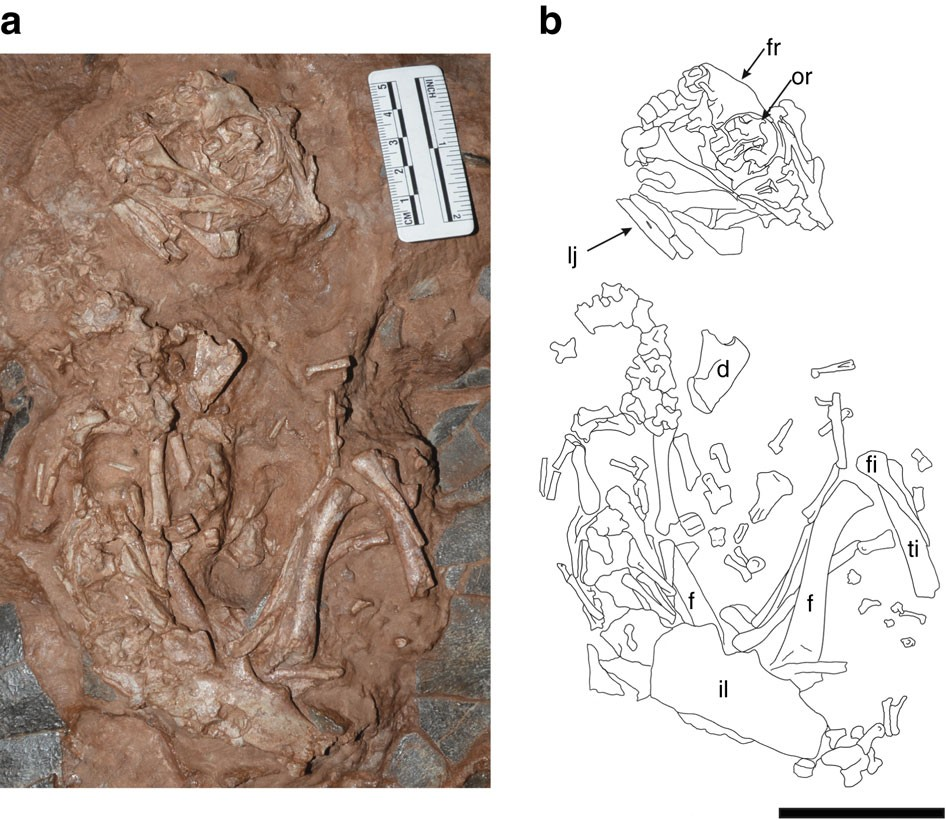
Esqueleto de Beibeilong sinensis (HGM 41HIII1219).

Se realizó un análisis filogenético con el fin de determinar la posición de Beibeilong sinensis. Dentro de Oviraptorosauria, utilizando la matriz de caracteres de Funston y Currie. Sobre la base de 37 taxones (incluyendo Herrerasaurus, Velociraptor y Archaeopteryx como otros grupos) y 250 caracteres, 608 árboles más parsimoniosos fueron recuperados donde un árbol de consenso estricto y apoya la monofilia de varios clados dentro de Oviraptorosauria , incluyendo Caudipterygidae, Caenagnathoidea, Oviraptoridae y Caenagnathidae como en otros análisis recientes. Beibeilong sinensis, está anidado dentro de Caenagnathidae, y es más derivado que Microvenator celer pero es basal con respecto a Gigantoraptor erlianensis. La estabilidad de la posición filogenética de Beibeilong, independientemente de si los caracteres ontogenéticamente variables se codifican sugiere que Beibeilong es más basal que Gigantoraptor y no un individuo embrionario de este taxón.